# Banco Industrial (Guatemala)
Banco Industrial S.A. es una organización financiera privada de Guatemala que tiene presencia a nivel Centroamericano. En la actualidad ofrece servicios a través de una red de más 1,600 puntos de servicio en toda la República de Guatemala, así como acceso electrónico desde cualquier lugar del mundo. Es el banco que tiene mayor crecimiento en activos, créditos y utilidades.
El banco inició cuando varios empresarios del sector industrial guatemalteco idearon tener su propio banco, que con el tiempo se convirtió en uno de los principales banco del sistema bancario nacional. Este emergió en el seno de la Cámara de la Industria de Guatemala, una organización que aglutina a varios empresarios industriales del país, a finales de los años sesenta, con el propósito de apoyar al sector industrial del país. La iniciativa tuvo lugar en la época en que gobernó Enrique Peralta Azurdia y varios decretos ley fueron la base para conformar dicho banco. De esta forma, el 17 de junio de 1968,  abrió sus puertas y empezó a operar.
En ese momento tenía el respaldo de un centenar de industriales, y el banco se fundó con un capital de 25 millones de quetzales, que se recaudó por medio del aporte del 10% de las exoneraciones otorgadas a las industrias en Guatemala. Fue entonces cuando el Banco Industrial inició su desarrollo y crecimiento.

## Historia
El banco inició el 17 de junio de 1968. El proyecto de construcción de su actual sede central en la Zona 4 de la Ciudad de Guatemala, inicio el 10 de octubre de 1974 cuando la Compañía Almacenadora, S.A. entregó los planos completos del proyecto del Centro Financiero donde se inició la construcción del edificio. Este es notable por ser en su momento, uno de los edificios mas altos de la ciudad y actualmente alberga la sede central del Banco Industrial, empresas adjuntas y otras oficinas centrales del mismo.
Durante el terremoto ocurrido el 4 de febrero de 1976 fue uno de los bancos que prestó asistencia a sus clientes y fue la única que abrió sus puertas un día después de haber ocurrido la catástrofe. En noviembre de 1981, fundaron Financiera Industrial, S.A. que es la empresa que forma parte del actual Grupo Financiero Corporación BI que aglutina a todas, siendo una de las principales Financieras en Guatemala, y que ofrece inversiones en Pagarés Financieros, financiamiento de proyectos industriales y Fideicomisos. En 1984 se creó la empresa emisora de tarjetas de crédito Contecnica, S.A, que comenzó a operar bajo la marca «Bi Credit Visa», con la que se lanzó la primera tarjeta de crédito en el país.  Posteriormente, en 1988 Banco Industrial, lanzó «Bi Cheque», que fue la primera tarjeta de débito.
El 6 de noviembre de 1991, fue fundado Westrust Bank (International), Ltd., como un banco domiciliado en Nassau, Bahamas, que estaba bajo la regulación y supervisión del Banco Central de Bahamas y el 9 de julio de 2003, se convirtió en la primera entidad fuera de plaza «offshore», autorizada en Guatemala ante la Superintendencia de Bancos como miembro del Grupo Financiero Corporación Bi. En el año de 1999 Banco Industrial se convirtió en el primer banco guatemalteco que fue calificado por Fitch Ratings, que es una agencia calificadora de riesgo a nivel mundial; y a partir de 2004 Banco Industrial empezó a ser calificado además por: Standar&Poor’s y Moody’s Investor Service.
En el año 2003 se conformó el Grupo Financiero Corporación Bi que actualmente aglutina a todas las entidades de la marca BI. En 2006 el Banco Industrial absorbió al Banco de Occidente y en 2007 lo hizo con el Banco del Quetzal, también fue el encargado de las cuentas del liquidado Banco de Comercio en 2007.
En 2008 la empresa Holding de Banco Industrial, Bi Capital Corporation, que se encuentra establecida en Panamá, adquirió una importante mayoría de acciones de banco y seguros del País, que se encuentra ubicada como la quinta institución financiera más importante de Honduras. De esa forma se logró ampliarse y establecer más de 4,000 puntos de servicio, convirtiéndose en uno de los grupos financieros más grandes de Centroamérica. En 2011, Banco Industrial inició operaciones en El Salvador, al constituir «Banco Industrial El Salvador», con el objetivo de apoyar al sector industrial de esa nación y contribuir al crecimiento del intercambio comercial de servicio entre Guatemala, Honduras y El Salvador.
Las revistas financieras TheBanker, Euromoney, LatinFinance reconocieron en 2011 el desempeño del banco y lo nombraron como el mejor del país, y en el año 2013 fue reconocido por la revista Global Finance como “Banco del Año en Guatemala”. Durante el año 2012 el periódico Moneda, que circula en la región, reconoció al conglomerado conformado por Corporación Bi, Banco Industrial El Salvador y Grupo Financiero del País, como una de las agrupaciones más sobresalientes de Centroamérica, ubicándolo en el primer lugar de ranking por activos y recibió de Visa el galardón mundial como «El banco emisor con más efectividad a nivel mundial en la prevención de fraudes de tarjetas de crédito y débito». También en 2014 recibió el galardón mundial como «El banco emisor con más efectividad a nivel mundial en la prevención de fraudes de tarjetas de crédito y débito» un premio que otorga VISA y que respalda la gestión eficiente y el compromiso que ofrecen las instituciones financieras a los clientes.
Durante este 2015 certificaron el área de Bi Premium bajo los prestigiosos estándares internacionales de ISO 9001 y obtener un nuevo respaldo para garantizar el servicio. Durante varios años as revistas financieras The Banker, Euromoney, LatinFinance y Global Finance reconocieron al banco en numerosas ocasiones como «Bank of the Year» desde el año 2004.

## Iniciativas emprendedoras del grupo del cual es parte Banco Industrial
Banco Industrial fue pionero en ampliar el horario de atención al cliente en el año 1975  hasta las ocho de la noche.  También fue el primero en poner en línea a toda su red de agencias; esta iniciativa le valió ser el primer banco en Centroamérica y tercero en América Latina en llevarla a cabo, y tuvo como propósito permitir a los clientes realizar transacciones en cualquiera de sus sucursales ubicadas en todo el país.
En 1994 invirtió en una red propia de telecomunicaciones, siendo el único en la región en contar con su propia red de microondas, que actualmente le permite enlazarse con todas las empresas de la corporación. Fue pionero en ofrecer el servicio de autobancos en el país en 1988, y el primer banco en poner a disposición de los clientes la primera tarjeta de crédito y débito en Guatemala.
En 1995 inició a prestar servicios de Banca en el Hogar y Banca Corporativa, a través de medios electrónicos, facilitándoles el acceso de transacciones bancarias a sus clientes.
En el año 2000 nació la Banca Personal, por Internet, con Bi en Línea y la primera Banca Empresarial Bi Banking: primera en Guatemala.
En el año 2000 también fue la primera institución financiera del país en brindar un servicio Call center, que le permite estar más cerca de las necesidades de sus clientes las 24 horas, los 365 días del año.
En 2012, BI inauguró la primera agencia bancaria del futuro.  La tecnología, el autoservicio, la atención personalizada y el diseño, hacen que los procesos bancarios sean una experiencia sin precedente.
Banco Industrial fue la primera entidad financiera del país en incorporar la tecnología chip a tarjetas Bi Credit Visa y Bi Cheque Visa, con el propósito de reducir considerablemente los riesgos de fraude y clonación.